# Hodonín (Hodoníni járás)
Hodonín  (régi magyar neve: Hodolin, németül: Göding) település Csehországban, Hodoníni járásban.  Lakosainak száma 23 657 fő (2024. január 1.).

## Fekvése
Hodonín Lužice, Ratíškovice, Rohatec, Mikulčice, Dolní Bojanovice, Dubňany, Mutěnice és Szakolca településekkel határos.

## Népesség
A település lakosságának változását az alábbi diagram mutatja:
| Lakosok száma | 5202 | 8482 | 13 200 | 13 572 | 25 485 | 27 361 | 24 728 | 24 682 | 23 828 | 23 657 |
|               | 1869 | 1890 | 1921   | 1950   | 1980   | 2001   | 2017   | 2019   | 2022   | 2024   |

## Híres személyek
- Itt született 1850-ben  Tomáš Garrigue Masaryk (1850–1937), Csehszlovákia alapítója és első elnöke